# EL/M-2075 Phalcon
EL/M-2075 Phalcon je zračni radarski sustav za rano upozoravanje i kontrolu (AEW&C) s aktivnim elektroničkim skeniranjem i razvijen od strane Israel Aerospace Industries (IAI) i Elta Electronics Industries iz Izraela. Njegov primarni cilj je pružanje obavještajnih podataka za održavanje nadmoći u zraku i provođenje nadzora. Nadmašile su ga novije verzije — EL/W-2085 i EL/W-2090.

## Dizajn i karakteristike
EL/M-2075 je poluvodički L-pojasni konformni radarski sustav za korištenje na Boeingu 707 i drugim zrakoplovima. Phalcon, kako se naziva kompletan paket AEW misije, namijenjen je za rano upozoravanje u zraku, taktičko nadziranje ciljeva u zraku i na površini te prikupljanje obavještajnih podataka. Također integrira sposobnosti zapovijedanja i kontrole potrebne za korištenje ovih informacija. Sustav koristi šest panela elemenata faznog niza: dva sa svake strane trupa, jedan u povećanom nosnom konusu i jedan ispod repa. Svaki niz se sastoji od 768 tekućinom hlađenih, poluvodičkih odašiljačkih i prijamnih elemenata, od kojih je svaki odmjeren u fazi i amplitudi. Ove elemente pokreću pojedinačni moduli i svakih osam modula povezano je s grupom za odašiljanje/prijem. Grupe od 16 od ovih osam paketa modula povezane su natrag na ono što je opisano kao jedinica za predprijem/prijem, a središnja šestosmjerna kontrola koristi se za prebacivanje jedinica prije odašiljanja/prijema različitih nizova na temelju vremenske podjele. Kako se koristio u njegovoj aplikaciji temeljenoj na čileanskom Boeingu 707, bočne oplate bile su veličine približno 12 × 2 m. Svaki niz skenira određeni sektor azimuta, pružajući ukupnu pokrivenost od 360°. Skeniranje se provodi elektroničkim putem i po azimutu i po elevaciji. Radarski načini rada uključuju visoku PRF pretragu i puno praćenje, praćenje tijekom skeniranja, spori način otkrivanja skeniranja za  male brzine helikoptera  i niski PRF način otkrivanja broda. 
Umjesto korištenja rotodomea, pokretnog radara koji se nalazi na nekim AEW&C zrakoplovima, Phalcon koristi Active Electronically Scanned Array (AESA), radar s aktivnom faznom rešetkom. Ovaj radar sastoji se od niza modula za odašiljanje/prijem (T/R) koji omogućuju elektroničko upravljanje snopom, čineći fizički rotirajući rotodome nepotrebnim. AESA radari rade na pseudoslučajnom skupu frekvencija i također imaju vrlo kratke brzine skeniranja, što ih čini teškim za otkrivanje i ometanje. Do 100 ciljeva može se pratiti istovremeno u rasponu od 200 nmi (370 km), dok se u isto vrijeme može voditi više od desetak presretanja zrak-zrak ili napada zrak-zemlja. Radar se može montirati na trup zrakoplova ili na vrh unutar male kupole. Bilo koji položaj daje radaru pokrivenost od 360 stupnjeva. Radar s faznom rešetkom omogućuje ažuriranje položaja zrakoplova na zaslonima operatera svake 2-4 sekunde, umjesto svakih 20-40 sekundi kao što je slučaj na rotodome AWACS-u.

## Operateri
- Izrael
- Čile

## Vanjske poveznice
- Phalcon
- IAI Phalcon 707